# Кушнаров Анатолій Степанович
Кушнаров Анатолій Степанович (20 квітня 1966 — †1986) — радянський військовик, учасник афганської війни.

## Життєпис
Народився 20 квітня 1966 в м. Здолбунів Рівненської області. Закінчив середню школу № 1. Вступив у Здолбунівське СПТУ № 3, де навчався з вересня 1981 року до липня 1984 року. Здобув професію електрозварника ручного зварювання. До служби в армії працював на заводі «Рівнесільмаш».
Весною 1985 був призваний до лав Збройних Сил СРСР.
Загинув у 1986 в Афганістані.

## Нагороди
- орден Червоної Зірки (посмертно)
- медаль «За відвагу»